# Гаплология
Гаплология (др.-греч. ἁπλόος — простой, незатейливый; чистый, настоящий, λόγος — слово, речь) — выпадение в сложном слове одного из двух соседних близких по звучанию слогов или последовательностей звуков.  
Является разновидностью изменения звуков в потоке речи. 
Пример: слово знаменосец образовано от корней знамен- и нос- с помощью соединительной гласной е (ср. броненосец, орденоносец). Однако один из слогов -но- выпадает: не знаменоносец, а знаменосец. 
В самом слове «гаплология» гаплология отсутствует: при её наличии слово выглядело бы как «гаплогия».

## Примеры в русском языке
- ароматерапия (из «ароматотерапия»)
- бензоправка, бензаправка (из «бензозаправка», просторечное)
- близорукий (происходит от близозорокий «близко видящий»; после выпадения слога -зо- было сближено с рука в результате народно-этимологического переосмысления)[1].
- знаменосец (из «знаменоносец»)
- коричневатый (из «коричневоватый»)
- курносый (из «корноносый», от «корнать» и «нос»)
- лермонтовед (вместо «лермонтововед»)
- лиловатый (вместо «лилововатый»)
- моном (вместо «мононом»)
- морфонема (из «морфофонема»)
- минералогия (из «минералология»)
- муравьед (из «муравьеед»)
- радушие (из «радодушие»)
- розоватый (вместо «розововатый»)
- тарификация (вместо «тарифификация»)
- трагикомедия (из «трагикокомедия»)
- шолоховед (вместо «Шолохововед»)
- Ярославич, Ярославна (из «Ярославович», «Ярославовна»)

## Примеры в английском языке
- England (от староанглийского Engla + land «земля англов»)[2]
- humbly (от humblely)
- king (от староанглийского cyning)
- pacifist (от pacificist)
- possibly (от possible и -ly, вместо *possiblely)
- probably (от probable и -ly, вместо *probablely)
- urinalysis (от urine analysis)